# Westwindstranda
Der Westwindstranda (norwegisch; englisch Westwind Beach ‚Westwindstrand‘) ist ein 1,5 km langer Strand am nördlichen Ende der Esmarch-Küste im Westen der subantarktischen Bouvetinsel im Südatlantik. Er ist der Geröllebene Nyrøysa vorgelagert.
Wissenschaftler des Norwegischen Polarinstituts benannten ihn 1980.